# Gashūr-e ‘Alīābād
Gashūr-e ‘Alīābād (persiska: گَشورِ عَلی آباد) är en ort i Iran.   Den ligger i provinsen Lorestan, i den nordvästra delen av landet, 400 km väster om huvudstaden Teheran. Gashūr-e ‘Alīābād ligger 2 025 meter över havet och antalet invånare är 273.
Terrängen runt Gashūr-e ‘Alīābād är kuperad. Runt Gashūr-e ‘Alīābād är det ganska tätbefolkat, med 56 invånare per kvadratkilometer. Närmaste större samhälle är Harsīn, 10,7 km väster om Gashūr-e ‘Alīābād. Omgivningarna runt Gashūr-e ‘Alīābād är i huvudsak ett öppet busklandskap.